# عباس الجراري
عباس الجراري (1355- 1445 هـ/ 1937- 2024 م) باحث مغربي، ومؤرِّخ وناقد أديب، وأستاذ جامعي، ومستشار الملك محمد السادس.

## سيرته
ولد عباس الجراري في الرباط يوم الاثنين 4 ذي الحِجَّة 1355هـ الموافق 15 فبراير (شُباط) 1937م. حصل على الإجازة في اللغة العربية وآدابها من جامعة القاهرة سنة 1961، وعلى الماجستير سنة 1965، وعلى الدكتوراه سنة 1969.
عمل أستاذًا بجامعة محمد الخامس، وعُيِّن مديرًا للدراسات الجامعية العليا لتكوين أطُر التدريس بجامعة محمد الخامس سنة 1982. وكان عضوَ اللجنة الإدارية والمكتب التنفيذي للنقابة الوطنية للتعليم العالي من سنة 1969 إلى 1973. وعضو مكتب أكاديمية المملكة المغربية. وتولى التدريس في المدرسة المولوية من 1979 إلى 2000. وصار عميدًا لكلية الآداب في جامعة القاضي عياض بمَرَّاكُش سنة 1980.
وأُسندت إليه مناصبُ رفيعة منها: الأمين العام لمركز دراسات الأندلس وحوار الحضارات، ورئيس المجلس العلمي الإقليمي لولاية الرباط وسلا من 1994 إلى 2000، ومستشار الملك محمد السادس منذ سنة 2000.

## مؤلفاته
- القصيدة. الزجل في المغرب، الرباط، مطبعة الأمنية، 1970.
- الحرية والأدب، الرباط، دار الأمنية، 1971.
- الثقافة في معركة التغيير، الدار البيضاء، دار النشر المغربية، 1972.
- موشحات مغربية، الدار البيضاء، دار النشر المغربية، 1973. (ط. 2، كلية اللغة بمراكش ، 1992)،
- الأمير الشاعر أبو عبد الربيع سليمان الموحدي، الدار البيضاء، دار الثقافة، 1974.
- من أدب الدعوة الإسلامية، الدار البيضاء، دار الثقافة، 1974.
- في الشعر السياسي، الدار البيضاء، دار الثقافة.
- قضية فلسطين في الشعر المغربي حتى حرب رمضان، المحمدية، مطبعة فضالة، 1975.
- وحدة المغرب المذهبية من خلال التاريخ، الدار البيضاء، الجمعية المغربية للتضامن الإسلامي، 1986.
- صفحات دراسية من القديم والحديث، مطبعة النجاح الجديدة، الدار البيضاء، 1977.
- فنية التعبير في شعر ابن زيدون، مطبعة النجاح الجديدة، الدار البيضاء، 1977.
- ثقافة الصحراء، دار الثقافة، الدار البيضاء، 1978.
- معجم مصطلحات الملحون الفنية، مطبعة فضالة، المحمدية، 1978.
- الأدب المغربي من خلال ظواهره وقضاياه، الجزء الأول، مكتبة المعارف، 1979.
- الفكر الإسلامي والاختيار الصعب، منشورات الجمعية المغربية للتضامن الإسلامي، الدار البيضاء، 1979.
- عبقرية اليوسي، دار الثقافة، الدار البيضاء، 1981.
- أثر الأندلس على أوروبا في مجال النغم والإيقاع، مطبعة المعارف، الرباط، 1982.
- الفكر والوحدة، مطبعة المعارف، الدار البيضاء، 1984.
- معركة وادي المخازن في الأدب المغربي، وزارة الثقافة، الرباط، 1985.
- العالم المجاهد عبد الله بن العباس الجراري، دار الثقافة، الدار البيضاء، 1985.
- عبد الرحمن بن زيدان بالاشتراك مع الأستاذين سعيد بنسعيد العلوي وأحمد توفيق – 1998.
- بحوث مغربية في الفكر الإسلامي، مطبعة المعارف، الرباط، 1988.
- في الإبداع الشعبي، مطبعة المعارف، الرباط، 1988.
- خطاب المنهج، منشورات السفير، مكناس ، 1990.
- تطور الشعر العربي الحديث والمعاصر في المغرب من 1830 إلى 1990م، منشورات النادي الجراري، 1997

## وفاته
توفي في الرباط يوم السبت 8 رجب 1445هـ الموافق 20 يناير 2024م، عن عمر ناهز السابعة والثمانين، بعدما أثرى المكتبة العربية بعشرات المؤلفات في الأدب والتراث الإنساني.